# Dissolució de Iugoslàvia

Una sèrie de mapes animats en la que es mostra la dissolució de la segona Iugoslàvia; els diferents colors representen les àrees de control.
República Federal Socialista de Iugoslàvia (1943-1992)
Croàcia (1991-)
República Croata d'Herceg-Bòsnia (1992-1994)
República Federal de Iugoslàvia (1992-2003), Sèrbia i Montenegro (2003-2006)
República Srpska (1992-)
República Sèrbia de Krajina (1991-1995)
República de Bòsnia i Hercegovina (1992-1998)
Macedònia (1991-)
Eslovènia (1991-)

El terme dissolució de Iugoslàvia es refereix a una sèrie de conflictes i irregularitats polítiques que van resultar en el desmembrament de Iugoslàvia (la República Federativa Socialista de Iugoslàvia, SFR Iugoslàvia, o simplement SFRY). La SFR Iugoslàvia era un país que va ocupar un territori que actualment abasta des d'Europa central fins als Balcans, una regió amb un conflicte ètnic històric. El país era una conglomeració de sis repúbliques regionals i dues províncies autònomes, que estava dividit segons les ètnies i que en la dècada de 1990 es va separar en diversos països independents. Aquestes vuit entitats federatives van passar a ser sis repúbliques: Eslovènia, Croàcia, Bòsnia i Hercegovina, Macedònia, Montenegro, Sèrbia, i dues províncies autònomes dintre de Sèrbia: Kosovo i Metohija i Vojvodina. Bòsnia i Hercegovina no havia existit com un estat mesclat ètnicament des de 1465, i a més a més no tenia una majoria ètnica clara, amb «44% de musulmans, 33% de serbis, 18% de croats i d'altres minories». La distribució geogràfica dels grups ètnics que componien Iugoslàvia representava el fet que cada nació tenia una població a cada una de les sis repúbliques. Iugoslàvia va passar a ser un país amb set fronteres, sis repúbliques, cinc nacionalitats, quatre llengües, tres religions, dos alfabets i un líder.
Ja que l'estructura demogràfica de Bòsnia comprenia una població de serbis i croats propera al 50% i amb idees d'independència basades en les ètnies més que en la nació, el control del territori va tornar a obrir-se a diferents interpretacions, i grans zones de Bòsnia, Croàcia i Sèrbia es van denominar com a zones en disputa. Els elements més importants que van fomentar la discòrdia són la formació del Regne de Iugoslàvia, la guerra civil i el genocidi (camp de concentració de Jasenovac) portada a terme per l'Estat Independent de Croàcia durant la Segona Guerra Mundial, la idea de la «Gran Sèrbia», i les adaptacions balcàniques del Paneslavisme.

## Causes de la dissolució

### Col·lapse econòmic i clima internacional
Iugoslàvia va ser, en una època determinada, una nació amb un gran poder industrial i una economia pròspera. Vint anys abans de 1980, el creixement brut del producte anual domèstic (GDP, per les seves sigles en anglès) amitjanava el 6,1 per cent, l'atenció mèdica era gratuïta, l'alfabetització era del 91 per cent i l'expectativa de vida assolia els 72 anys. Però després d'una dècada de mala administració econòmica i cinc anys de desintegració, guerra i boicot, l'economia iugoslava va col·lapsar.
Iugoslàvia era un estat únic, el qual abastava tant Orient com Occident. A més a més, el seu president, Josip Broz Tito, era un dels membres principals del «tercer món» o el «grup dels set», el qual era una alternativa davant els països més poderosos. El que és més important, Iugoslàvia va actuar com un estat coixí entre l'Occident i la Unió Soviètica i també va evitar que l'URSS tingués una sortida a la mar Mediterrània. La gent utilitzava una frase d'ús comú però amb un fort sentit filosòfic i polític, la qual era que «Iugoslàvia tenia set fronteres, sis repúbliques, cinc nacionalitats, quatre llengües, tres religions, dos alfabets i un líder», amb el que s'indicava el fort control central que havien d'estar sotmesos els seus habitants en la seva existència com a nació.
Tanmateix, després de la mort de Tito, i amb l'ascens de Gorbatxov, la promulgació de iure de la perestroika i el glàsnost dins de la Unió Soviètica, Occident es va sentir tan segur de conèixer les intencions de l'URSS que Iugoslàvia ja no va significar una central d'importància estratègica. Malgrat que Belgrad no va fomentar aliances i malgrat les seves importants relacions amb la Comunitat Europea i amb els Estats Units, l'administració de Ronald Reagan específicament va apuntar a l'economia iugoslava en una operació secreta el 1984 (NSDD 133),"«La política dels Estats Units cap a Iugoslàvia». A Europa Oriental es va elaborar una versió censurada descartada el 1990, creada el 1982. L'últim va advocar per «estendre els esforços per promoure una 'revolució callada' per enderrocar als governs i partits comunistes», mentre es tornaven a integrar els països d'Europa Oriental en una economia orientada al mercat.
L'statu quo extern, del qual depenia el Partit Comunista per ésser viable, estava començant a desaparèixer. A més a més, la caiguda del socialisme a Europa central i Occidental una vegada més havia causat conflictes, contradiccions i discòrdies etnoreligioses a Iugoslàvia. El seu estatus sense aliances va resultar en una sèrie de préstecs per part de tots dos blocs (el capitalista i el socialista). Aquest contacte amb els Estats Units a l'Occident va obrir els mercats de Iugoslàvia abans que a la resta del continent.
La crisi del petroli de 1973 es va sumar a les barreres del comerç amb l'Occident, dificultant dramàticament els seus trenta anys de creixement econòmic desmesurat. Per contrarestar aquest efecte, Iugoslàvia va sol·licitar préstecs del Fons Monetari Internacional (FMI) i posteriorment va caure en un deute extern molt elevat. Com a condició per rebre préstecs, el FMI va demandar l'alliberació del mercat al país. Cap a 1981, Iugoslàvia tenia un deute acumulat de 19,9 miliards de dòlars dels Estats Units. Una altra preocupació era la taxa de desocupació, d'un milió cap a 1980. Aquest problema es va agreujar amb la «improductivitat general del sud», la qual no només va submergir a Iugoslàvia encara més a la catàstrofe, sinó que també va anul·lar a Eslovènia i a Croàcia. Una dècada de pobresa va resultar en una frustració i ressentiment creixents contra la «classe alta» sèrbia i cap a les minories que es veien beneficiades per la legislació governamental. Els veritables guanys de Iugoslàvia van caure en un 25% des de 1979 a 1985. Cap a 1988 el deute va arribar als 4,5 bilions de dòlars, i el 1989 va assolir els 6,2 bilions, estant un 19% del deute total del món.

### Problemes estructurals
La Iugoslàvia de Tito va estar caracteritzada per reformes constants que no aconseguien resoldre els problemes nacionals claus. A més a més, el sistema federal, a causa de la tibantor nacional creixent i el desig del Partit Comunista de «recolzar l'autodeterminació nacional» van començar a sortir de control. Això va resultar en la creació de Kosovo, una regió autònoma de Sèrbia, legislada per la constitució de 1974. La constitució no va reconèixer el poder de la capital sobre les regions autònomes creades recentment a Vojvodina (una àrea de Iugoslàvia amb un gran nombre de minories ètniques) i Kosovo (amb una gran ètnia d'albanesos). Això no només va agreujar les temors dels serbis d'«una Sèrbia feble per a una Iugoslàvia forta» sinó que també va copejar la base de la identitat nacional de Sèrbia. La majoria dels serbis veu Kosovo com «el bressol de la nació», i no accepten la possibilitat de perdre-la permetent que es pobli majoritàriament d'albanesos.
La importància especial de Kosovo és degut a la derrota del duc Lazar Hrebeljanović. Es va dir que havia estat traït a la batalla de Kosovo Polje contra els turcs otomans. La devastadora derrota va ser el final del regne serbi i el començament de quasi cinc-cents anys de subjugació davant els otomans (1389-1868). Tanmateix, els primers registres de la batalla no daten fins cent anys després d'ella mateixa, en forma de poema. El caire romàntic atorgat a aquest episodi de la història va contribuir a la naturalesa sagrada i venerable de la regió de Kosovo. La importància de Kosovo en aquesta època tenia molt de pes pel que fa a Sèrbia.
Aquesta versió de la federació essencialment va convertir a Iugoslàvia en una confederació, qüestionant la legitimitat del règim i engendrant ressentiment a les repúbliques més riques. Eslovènia i Croàcia, les repúbliques més desenvolupades se sentien contínuament frustrades per la seva incapacitat d'elevar el seu nivell de vida, ja que havien de donar subsidis el desenvolupament de les repúbliques més pobres en el que descrivien com «el cos negre econòmic». Aquest ressaltava les vastes diferències en la qualitat de vida a les diferents repúbliques. La mort de Tito va portar més problemes; en un esforç per assegurar el seu llegat, la constitució de Tito de 1974 va establir un sistema de presidències d'un any de durada, amb una base dels vuit líders de les repúbliques. Aquests mandats tan curts eren molt ineficaços. Essencialment, van deixar un buit al poder que va quedar obert durant quasi tota la dècada de 1980, i solament Slobodan Milošević va prendre el mandat el 1989.

### Nacionalisme
El 1989, l'aniversari número 600 de la derrota històrica de Sèrbia en Kosovo Polje, Slobodan Milošević en va donar un discurs davant 1.000.000 de serbis, en què va fer referència al gran passat històric de la nació. La resposta de Milošević cap a la incompetència del sistema federal va ser la de centralitzar el govern. Considerant que Eslovènia i Croàcia estaven planejant la seva independència, això va ser catalogat com a inacceptable.

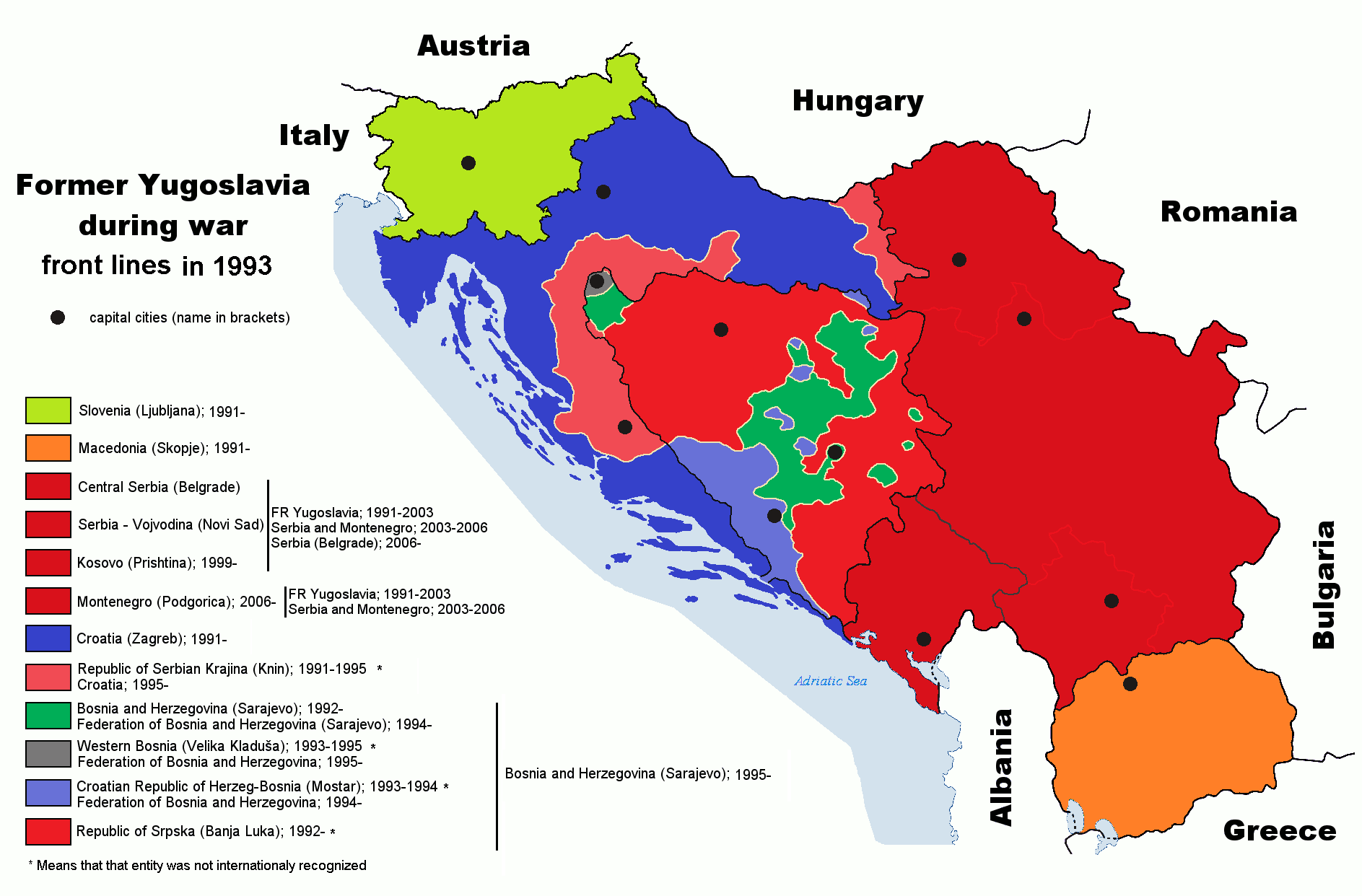
Guerra dels Balcans, el 1993.

A la conferència iugoslava de finals de 1989 es van tallar els diàlegs. Els líders no van poder arribar a un acord sobre com lluitar amb les canviants presidències. A més a més, molts membres ja no estaven disposats a rescatar al que veien com un vaixell enfonsat. Croàcia i Eslovènia van declarar les seves independències i es va desencadenar la Guerra dels deu dies a Eslovènia en 1991 Després d'una setmana, els eslovens es van alçar victoriosos i va començar la dissolució de Iugoslàvia.

## Cronologia de la dissolució de Iugoslàvia

### Després de la mort de Josip Broz Tito
Després de la mort de Tito el 4 de maig de 1980, a Iugoslàvia van augmentar els conflictes ètnics. La defunció de Tito va eliminar el que molts iugoslaus i occidentals veien com la principal força unificadora del país. El llegat de la Constitució de 1974 es va utilitzar per convertir el sistema de presa de decisions en un estat de paràlisi, cada vegada més desesperançador a mesura que el conflicte d'interessos es va anar girant més irreconciliable. La crisi constitucional que va sorgir després de la mort de Tito va incrementar el nacionalisme en totes les repúbliques i províncies: la majoria albanesa a Kosovo va demandar l'estatus de república mentre que Sèrbia va començar a exercir control sobre les seves províncies autònomes. A més a més, les administracions d'Eslovènia i Croàcia van demandar deslligar-se de la federació, per contrast amb el líder serbi, qui va demandar que tot ho governés un sol partit polític.

### 1986-1989
El 1986, l'Acadèmia Sèrbia de Ciències i Arts va contribuir significativament a l'augment del nacionalisme a Sèrbia, com es va redactar en un memoràndum en el qual es van tractar alguns temes com la posició dels serbis com el poble més nombrós de Iugoslàvia. Estant la major república iugoslava en territori i població, la influència de Sèrbia sobre les províncies de Kosovo i Vojvodina es va reduir a la Constitució de 1974, la qual els va donar una autonomia llargament demandada. El govern de la República Socialista de Sèrbia estava restringit a la presa i l'execució de les decisions que s'aplicarien a les províncies. Aquestes tenien un vot al Consell Presidencial Federal –un consell de vuit membres, compost per representants de sis repúbliques i dues províncies autònomes–, el qual no sempre decidia a favor de Sèrbia pròpiament dita.
El líder comunista serbi Slobodan Milošević, qui es va fer el càrrec de la Lliga de Comunistes de Sèrbia el 1987, va demanar restablir el poder que tenia Sèrbia abans de 1974. Altres repúbliques, especialment Eslovènia i Croàcia, van denunciar aquest moviment com un renaixement de l'hegemonia sèrbia. Milošević va aconseguir reduir l'autonomia de Vojvodina i de Kosovo, i va poder instal·lar representants a les províncies del Consell Presidencial Iugoslau. El principal instrument que va reduir la influència sèrbia anteriorment va començar a utilitzar-se per augmentar-la: en el consell de vuit membres, Milošević podia comptar amb quatre vots com a mínim -el seu propi per a Sèrbia, Montenegro i, en aleshores, Vojvodina i Kosovo–.
Com a resultat d'aquests esdeveniments, els miners albanesos a Kosovo es van declarar en vaga, demandant la reinstal·lació de la seva autonomia. Això va augmentar el conflicte ètnic entre els albanesos i la població sèrbia de la província. Un 77% de la població de Kosovo a la dècada de 1980, els albanesos per ètnia, eren la majoria. El nombre de serbis a Kosovo va baixar al llarg del segle com a resultat d'una «neteja ètnica» portada a terme pels albanesos durant la Segona Guerra Mundial i per l'assetjament subsegüent cap a les autoritats i la població albanesa. Els conflictes ètnics, que sempre havien estat a augment, eren directament proporcionals amb la tendència i cap a 1999 els serbis només conformaven un 10% de la població total.
Mentrestant, Eslovènia, sota la presidència de Milan Kučan i Croàcia van donar suport els miners albanesos i la seva lluita per reconeixement. Com a contraposició de Kučan i d'altres iugoslaus que havien criticat la política de Milošević de recolzar les marxes nacionalistes sèrbies i criticar als polítics «deslleials» de la nació, el líder serbi els va acusar de «propagar la por de Sèrbia». Les vagues inicials es van convertir en demostracions altament difoses demanant que Kosovo fos la setena república. Això va enfurismar als líders serbis, els quals van procedir a utilitzar la força policíaca i més tard també van enviar l'Exèrcit Federal a la província recolzat per la majoria sèrbia al Consell Presidencial Iugoslau.
Ja a mitjan dècada de 1980, es va començar a formar una oposició creixent cap al règim comunista al diari alternatiu a Nova revija, a més a més de l'Aliança de la Joventut Socialista d'Eslovènia. El 1988, l'arrest de quatre periodistes eslovens per l'Exèrcit Civil Iugoslau va disparar manifestacions massives que demanaven la democratització d'Eslovènia i la seva independència de Iugoslàvia.

### Dècada de 1990

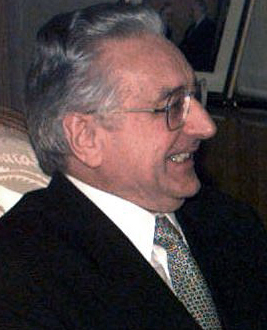
El president croat Franjo Tuđman es va negar a dividir Croàcia per les seves diferents ètnies, i això va enfurismar als nacionalistes serbis ja que aquests volien romandre units amb Sèrbia. Això va resultar en una ona de violència i guerres entre croats i serbis quan Croàcia va declarar la seva independència.

El gener de 1990 es va convocar al Catorzè Congrés Extraordinari de la Lliga de Comunistes de Iugoslàvia, gran part del qual va estar compost per les delegacions eslovenes i sèrbies, les quals van discutir el futur de la Lliga. La delegació sèrbia, liderada per Milošević, va insistir en una política d'«una persona, un vot», la qual li donaria poder a la població més gran, els serbis. Al contrari, els eslovens, recolzats pels croats, van proposar reformar Iugoslàvia donant-li encara més poder a les repúbliques, però van rebre vots majorment negatius. Com a resultat, la delegació eslovena i croata va abandonar el Congrés, i es va dissoldre el Partit Comunista Iugoslau.

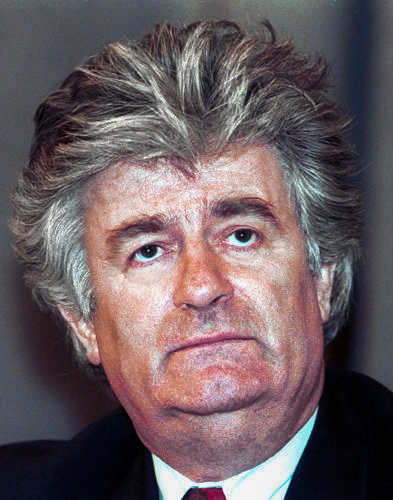
El president bosniano-serbi Radovan Karadžić va exercir una ordre del dia agressiva per evitar que el territori serbi se separés de Iugoslàvia. L'exèrcit bosniano-serbi cometria gran quantitat d'atrocitats, com ara genocidi, a les quals Karadžić va ser acusat de patrocinar.

Després de la caiguda del comunisme al bloc oriental, a cada una de les repúbliques es van portar a terme eleccions multipartidistes. Els problemes sense solució van continuar. En particular, Eslovènia i Croàcia van escollir governs orientats cap a la independència, mentre que Sèrbia i Montenegro van escollir candidats que afavorien la unitat iugoslava. A Croàcia hi havia un suport creixent per «l'estat croat i els drets històrics», el qual va tenir com a resultat que els serbis fossin espoliats dels seus drets nacionals i constitucionals, i desplaçats de formar part de la nació constituent de Croàcia a ser una minoria nacional.
Al març de 1990, durant les manifestacions a Split, (Croàcia), un jove recluta de l'Exèrcit Iugoslau va ser assassinat en el tanc de guerra, després de conduir el tanc prop dels manifestants. També es van efectuar trets en diverses bases militars prop de la nació. A tots costats va augmentar la tensió i els conflictes.

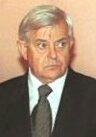
El president eslovè Milan Kučan es va proclamar com a defensor de l'autonomia de Kosovo, en part perquè s'havia sorprès pel nivell de violència contra els albanesos, però també perquè esperava que la seva posició l'ho ajudaria a guanyar popularitat per als comunistes a Eslovènia. Kučan va portar Eslovènia a la seva independència el 1991.

Al mateix mes, l'Exèrcit Civil Iugoslau (Jugoslovenska Narodna Armija, JNA) va realitzar una trobada amb la presidència federal del país en un intent de convèncer-los de declarar un estat d'emergència, el qual li permetria a l'exèrcit prendre el poder del país. Els representants de Sèrbia, Montenegro, Kosovo i Metohija, i Vojvodina van votar a favor de la proposta, mentre que totes les altres repúbliques, Croàcia (Stipe Mesić), Eslovènia (Janez Drnovšek), Macedònia (Vasil Tupurkovski) i Bòsnia i Hercegovina (Bogić Bogićević), van votar en contra. L'empat va demorar una intensificació dels conflictes, però no per molt de temps.
Durant aquest període, diversos grups de serbis de Croàcia van proclamar l'emergència de les àrees autònomes sèrbies a la república, començant amb la SAO Kninska Krajina a l'agost de 1990. A mesura que la tibantor va anar intensificant-se, els organitzadors d'aquesta entitat van orquestrar una revolució, bloquejant diverses rutes a Knin, evitant el desplaçament lliure dels turistes a Dalmàcia. El govern croat va respondre enviant equips policíacs especials en helicòpters a l'escena, però van ser interceptats pels avions de guerra de l'Exèrcit Civil Iugoslau i obligats a tornar a Zagreb. SAO Kninska Krajina es va expandir fins a convertir-se en SAO Krajina a l'octubre de 1990.
Basant-se en els resultats de la primera elecció multipartidista, les repúbliques d'Eslovènia i Croàcia van proposar transformar a Iugoslàvia en una federació de sis repúbliques a la tardor de 1990, però Milošević; va rebutjar aquesta proposta i totes les similars, argumentant que igual que els eslovens i els croats, els serbis també tenien el dret de l'autodeterminació.
La SAO Krajina va ser declarada oficialment com una entitat separada el 21 de desembre de 1990 pel Consell Nacional Serbi, liderat per Milan Babić.
El gener de 1991, Kontraobaveštajna služba –KOS, el servei d'espionatge iugoslau– va mostrar un vídeo d'una reunió secreta que, segons les seves declaracions, havia tingut lloc el 1990 entre el Ministre de Defensa de Croàcia, Martin Špegelj, i d'altres dos homes, en la qual Špegelj va anunciar que estaven en guerra amb l'exèrcit i els va donar instruccions sobre contraban d'armes, a més a més de mètodes de tràfic amb els oficials de l'Exèrcit Iugoslau que estiguessin apostats a les ciutats croates. L'Exèrcit subseqüentment va voler acusar Špegelj de traïció i d'importació il·legal d'armes, principalment des d'Hongria.
El 9 de març de 1991 es van portar a terme diverses manifestacions contra Slobodan Milošević en Belgrad, però els policies i els militars van sortir als carrers a restablir l'ordre, assassinant dues persones. A la fi de març de 1991, l'incident a Plitvice Lakes va ser un dels primers indicis de la guerra oberta a Croàcia. L'Exèrcit Civil Iugoslau (JNA), els oficials superiors del qual eren principalment serbis, es va mantenir neutral, però a mesura que va anar passant el temps es va anar involucrant cada vegada més en les polítiques de l'estat.
L'1 d'abril de 1991, SAO Krajina va declarar que se separaria de Croàcia. L'altra comunitat significativa dominada pels serbis a l'est de Croàcia va anunciar que també s'uniria a SAO Krajina. Zagreb tenia, en aquest moment, problemes relacionats amb impostos a Belgrad, i les entitats serbo-croats van decidir, com a resposta, deixar de pagar-li impostos a Zagreb.
El 25 de juny de 1991, Eslovènia i Croàcia es van convertir en les primeres repúbliques a declarar la seva independència de Iugoslàvia. A Eslovènia, la Defensa Territorial Eslovena –Teritorialna obramba, una organització paramilitar establerta en la constitució de 1974– va delimitar les fronteres iugoslaves amb Àustria e Itàlia, desfent-se de la bandera iugoslava i enarborant l'eslovena.
Paral·lelament, Milošević i Tudjman van assolir l'acord de Karađorđevo per dividir Bòsnia –en emergent independència– entre serbis i croats.
Immediatament després de la declaració d'independència de Croàcia, els serbis van formar SAO d'Eslavònia Occidental i SAO d'Eslavònia Occidental, Baranja i Srijem Occidental. Aquestes dues regions més tard es combinarien amb SAO Krajina i formarien la República de Serb Krajina. L'endemà (26 de juny), el Consell Executiu Federal va ordenar específicament a l'exèrcit que s'apoderés dels límits internacionalment reconeguts de SFR Iugoslàvia.
Les forces de l'Exèrcit Civil Iugoslau, establertes a Eslovènia i Croàcia, van intentar portar a terme la tasca durant les 48 hores següents. Tanmateix, a causa de la informació incorrecta que se'ls va donar als seus propis conscrits, i al fet que la majoria d'ells no volien veure's en una guerra a la seva terra natal, les forces de la Defensa Territorial Eslovena va tornar a prendre la major part dels territoris durant alguns dies amb poques pèrdues de vides a tots dos bandes. Hi va haver un incident d'un suposat crim de guerra a la vora d'Holmec, com ho va denunciar el canal de televisió austríac en un informe sobre tres soldats de l'Exèrcit Iugoslau rendint-se davant la Defensa Territòria, abans d'escoltar una andanada de trets i de veure les tropes caient a terra. Tanmateix, no hi va haver morts a l'incident. Més tard es va acordar el cessament del foc.
Segons l'Acord de Brioni del 7 de juliol de 1991, reconegut pels representants de totes les repúbliques, els governs arreu del món van pressionar a Eslovènia i Croàcia per establir una moratòria de tres mesos sobre la seva independència. Durant aquests tres mesos, l'Exèrcit Iugoslau va completar la seva retirada d'Eslovènia.
Tanmateix, es va desencadenar la Guerra de la independència croata a l'agost de 1991. Els serbis per ètnia havien creat el seu propi estat, la República de Krajina Sèrbia, en regions majorment habitades pels serbis. Croàcia, com a resposta, s'havia negat a reconèixer aquestes entitats i, per tant, la guerra s'havia declarat entre la jove República de Croàcia i els dissidents serbocroats. En alguns llocs, l'Exèrcit Iugoslau va actuar com una «zona Tampó», i en altres va lluitar contra els serbis per estar aquests en contra del nou exèrcit croat i de les seves forces policíaques.
El setembre del 1991, la República de Macedònia també va declarar la seva independència. Es van enviar cinc-cents soldats dels Estats Units col·locats sota les ordres de l'ONU per controlar les fronteres del nord de Macedònia amb la República de Sèrbia, Iugoslàvia. Tanmateix, ja que les autoritats de Belgrad no havien intervingut per evitar la independència de Macedònia ni hi havia hagut protestes ni actes contra l'arribada de les tropes de l'ONU, les indicacions van ser destinades que Belgrad formés part del nou país –que seria la República Federal de Iugoslàvia a partir d'abril de 1992–, el qual reconeixeria la República de Macedònia i desenvoluparia relacions diplomàtiques amb ella. Així, es va convertir en la primera antiga república en obtenir la seva sobirania sense resistència de les autoritats iugoslaves amb base a Belgrad o de l'Exèrcit. A més a més, el primer president de Macedònia, Kiro Gligorov, va mantenir bones relacions amb Belgrad, a més a més de les antigues repúbliques, i fins avui encara no hi va haver conflictes entre les forces policíaques frontereres de Macedònia i Sèrbia, malgrat que regions petites en mida com Kosovo i la vall de Preševo completen la part nord de la regió històrica coneguda com a Macedònia, la qual podria, per tant, haver iniciat una disputa per les fronteres.
El novembre de 1991, la Comissió d'Arbitratge per a la Conferència de Pau a l'antiga Iugoslàvia, liderada per Robert Badinter, va concloure amb el discurs de Lord Carrington que SFR Iugoslàvia estava travessant un període de dissolució, que la població sèrbia a Croàcia i Bòsnia no té dret a l'autodeterminació en forma de nous estats, i que les fronteres entre les repúbliques haurien de reconèixer-se com a límits internacionals.
Com a resultat del conflicte, el Consell de Seguretat de les Nacions Unides va adoptar en forma unànime la Resolució 721 el dia 27 de novembre de 1991, la qual va trobar una forma per establir operacions pacífiques a Iugoslàvia.
A Bòsnia i Hercegovina al novembre de 1991, els serbo-bosnians van efectuar un referèndum, el qual va resultar en una àmplia majoria a favor de mantenir-se com un estat únic amb Sèrbia i Montenegro. El 9 de gener de 1992 els serbo-bosnians en van proclamar una «República separada de persones sèrbies de Bòsnia i Hercegovina». El referèndum i la creació de SARs van ser proclamats com inconstitucionals pel govern de Bòsnia i Hercegovina, i ho van declarar il·legal i invàlid. Tanmateix, entre febrer i març de 1992 el govern va declarar un referèndum nacional de la independència bosniana de Iugoslàvia. Aquest referèndum va ser declarat com a contrari al BiH i a la Constitució federal per la cort federal i pel nou govern serbo-bosnià establert; va ser àmpliament boicotejat pels serbo-bosnians. La quantitat de votants va ser aproximadament del 64-67% i 98% d'ells van votar per la independència. El govern de la república va declarar la seva independència el 5 d'abril, i els serbis immediatament van declarar la seva independència de Republika Srpska. Poc després es va desencadenar la guerra a Bòsnia.
La República Federal de Iugoslàvia (FRY) es va formar el 28 d'abril de 1992 i va consistir en les antigues Repúbliques Socialistes de Sèrbia i Montenegro. El seu govern va reclamar continuïtat a l'antic país, però, tanmateix, la comunitat internacional es va refusar a considerar-ho com a tal. La idea de la mencionada comunitat era que Iugoslàvia es dissolgués formant estats separats. Aquesta qüestió va ser important i va portar a diverses reclamacions internacionals de la SFRY, incloent a les seves ambaixades en diversos països. Recentment el 1996 la FRY va abandonar les seves reclamacions i van acceptar que la SFRY s'havia dissolt.
La guerra a les parts occidentals de l'antiga Iugoslàvia va finalitzar el 1995, amb tractats de pau signats a Dayton (Ohio), Estats Units, resultant en els autodenominats Acords de Dayton.
A Kosovo, al llarg de la dècada de 1990, el lideratge de la població albanesa va anar incorporant tàctiques de resistència no violenta per a la província. El 1996, els albanesos radicals van crear l'Exèrcit d'Alliberament de Kosovo, el qual va portar a terme accions amb armes a la província sèrbia del sud. La resposta iugoslava va incloure l'ús indiscriminat de forces contra les poblacions civil, i va causar que molts albanesos per ètnia es refugiessin a les seves llars. Després de l'incident de Racak i la Conferència de Rambouillet de començaments de 1999, la qual no va tenir èxit, l'OTAN va procedir a bombardejar Iugoslàvia per més de dos mesos, fins que el govern de Milošević va desistir de les seves demandes i va retirar les seves forces de Kosovo. Des de juny de 1999, la província ha estat governada per forces pacífiques de l'OTAN i de Rússia –les tropes russes es van retirar al juliol de 2003–.

### Segle XXI

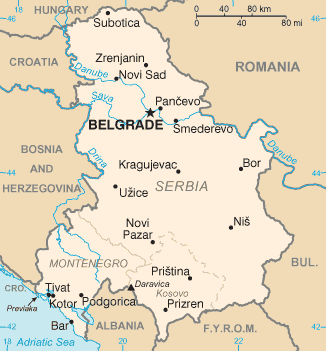
La República Federal de Iugoslàvia era composta de Sèrbia i Montenegro.

El rebuig de Milošević davant la victòria en primera ronda de l'oposició a les noves eleccions per a la presidència Federal al setembre de 2000 van provocar manifestacions massives a Belgrad el 5 d'octubre i al col·lapse de l'autoritat del règim. El candidat de l'oposició, Vojislav Koštunica va assumir la presidència de Iugoslàvia el 6 d'octubre de 2000.
Dissabte 31 de març de 2001, Milošević es va rendir davant les forces de seguretat de Iugoslàvia en la seva llar a Belgrad, després d'haver estat amenaçat en arrestar-ho per abús de poder i corrupció. El 28 de juny va ser portat a la frontera entre Bòsnia i Iugoslàvia on poc després va passar a estar sota la custòdia dels oficials de SFOR, fins a ser extradit al Tribunal de Criminals Internacionals de l'Antiga Iugoslàvia de les Nacions Unides. El seu judici, en el qual va haver de defensar-se dels càrrecs de genocidi a Bòsnia i guerres civils a Croàcia i a Kosovo i Metohija va començar a La Haia el 12 de febrer de 2002, i va morir allà l'11 de març de 2006, quan el seu judici encara estava en curs. L'11 d'abril de 2002 el Parlament Iugoslau va aprovar una llei autoritzant l'extradició de totes les persones inculpades de crims de guerra pel Tribunal Criminal Internacional.
El març de 2002, els governs de Sèrbia i Montenegro van acceptar reformar la FRY per tenir una forma de cooperació nova i molt més feble trucada Sèrbia i Montenegro. Per una ordre del Parlament Federal Iugoslau del 4 de febrer de 2003, Iugoslàvia, almenys per nom, va deixar d'existir. A Belgrad va romandre un govern federal però va assumir poders majorment cerimonials. Els governs individuals de Sèrbia i de Montenegro van conduir les seves respectives nacions quasi com si fossin independents. A més a més, es van establir límits físics entre les fronteres d'ambdues repúbliques.
El 21 de maig de 2006, el 86% dels votants montenegrins van votar per a un referèndum especial per a la independència de Montenegro de la seva unió amb Sèrbia. El 55,5% va estar a favor de la independència, amb un reconeixement formal de la Unió Europea. El 3 de juny de 2006, Montenegro va declarar la seva independència de forma oficial, amb Sèrbia fent el propi dos dies més tard, dissolvent efectivament els vestigis de l'antiga Iugoslàvia. El 17 de febrer de 2008, Kosovo va declarar la seva independència unilateral de Sèrbia, que no és reconeguda per la totalitat de la comunitat internacional a la data, i que per garantir la seva supervivència, des de la seva creació ha hagut de recórrer a l'empara dels cascos blaus desplegats a l'àrea des de la fi de les guerres de secessió iugoslaves.

Mapa animat de la dissolució iugoslava.

## Nous estats
Els països actualment reconeguts creats a partir de l'antiga Iugoslàvia són: 
- Bòsnia i Hercegovina
- Croàcia
- Montenegro
- Macedònia del Nord (anteriorment, Antiga República Iugoslava de Macedònia)
- Sèrbia
- Eslovènia

Actualment, l'statu quo de Kosovo, que és reconegut parcialment per la comunitat internacional com una república independent, no ho fa mereixedor de títol de nació recognoscible; ja que nacions en pro del paneslavisme (Rússia), i d'altres que prefereixen la Unitat territorial sèrbia com a Garantia de Pau (Espanya entre d'altres), han promogut campanyes de consens dintre de l'assemblea de les Nacions Unides, i es neguen a reconèixer-la com un país.